# Euodynerus coriaceus
Euodynerus coriaceus är en stekelart som beskrevs av Giordani Soika. Euodynerus coriaceus ingår i släktet kamgetingar, och familjen Eumenidae. Inga underarter finns listade i Catalogue of Life.